# Carrickfergus

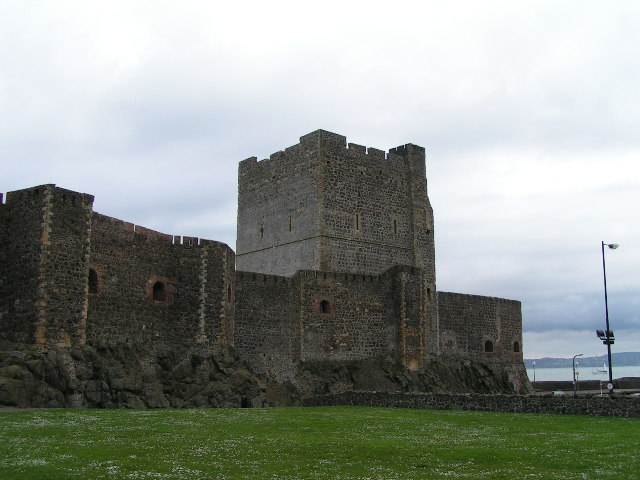
Carrickfergus Castle

Carrickfergus (iriska: Carraig Fhearghais) är en stad i Antrim i Nordirland och var huvudort i det tidigare distriktet Carrickfergus. Sedan 2015 tillhör staden distriktet Mid and East Antrim. År 2001 bodde 27 201 invånare i staden.
Staden ligger på den norra stranden av Belfast Lough. I staden finns Carrickfergus Castle, ett slott som härstammar från 1100-talet, och St. Nicholas kyrka från 1100-talet. Carrickfergus var tidigare även en mycket viktig stad för textilindustrin. Idag är staden ett centrum för segling och är hemstaden för Carrickfergus Marina.